# Organisation commune de marché
Pour les articles homonymes, voir OCM.
L'organisation commune des marchés agricoles (OCM) désigne un ensemble de règles, communes aux pays de l'Union européenne, destinées à soutenir et organiser les marchés agricoles dans le cadre de la politique agricole commune (PAC). L'OCM régit notamment les interventions publiques sur les marchés de produits agricoles, le versement d'aides à la production ou au stockage, les régimes de quotas, des normes de commercialisation et de production, et les régimes d'échanges avec les pays tiers.
Il s'agit du volet le plus ancien et le plus important de la politique agricole commune. 

## Origines et évolution
La première organisation commune de marché créée a été celle des céréales en 1967, suivie de celle des fruits. Depuis l'introduction de la PAC, le Conseil de l'Union Européenne avait établi 21 organisations communes de marchés couvrant les différents produits agricoles. En 2007, pour répondre à l'objectif de simplification de la règlementation liée à la PAC, les différents règlements ont été réunis en un seul règlement commun à l'ensemble des produits agricoles (à l'exclusion des produits de la pêche et de l'aquaculture), le règlement OCM unique.

## Principes
L'OCM répond aux trois principes fondamentaux de la PAC : l'unicité du marché, la préférence communautaire et la solidarité financière. Elle prend des formes diverses selon les produits.
Ses orientations principales sont : la réduction progressive des prix institutionnels pour rapprocher les prix intérieurs des prix mondiaux; la réduction du niveau d'intervention; la consolidation en parallèle des aides directes qui constituent désormais la mécanisme de base de soutien de l'agriculture communautaire; la restriction de l'offre du fait de l'existence des excédents structurels dans la plupart des secteurs (mécanismes stabilisateurs).
L'OCM met en œuvre différents mécanismes de soutien :
1. à prix garantis avec intervention automatique : sucre et produits laitiers principalement (régime de prix minimaux garantis)
2. à prix garantis avec intervention conditionnée (crise) : vin, viande bovine, certains fruits et légumes
3. mixtes, assorties de prix garantis et d'aides directes, complémentaires à la production : céréales, riz, viande ovine, banane, lait.
4. assortie uniquement d'aides directes à la production (proportionnelles aux quantités produites ou au rendement) : tabac, textiles, asperges, noisettes, l'huile d'olive, etc.
5. sans soutien direct à la production : volaille, œufs, fleurs et plantes, pomme de terre, alcool éthylique, café, thé, ....